# Чемпионат мира по бобслею 1931
2-й чемпионат мира по бобслею и скелетону прошёл в  1931 году. На этом чемпионате состоялся дебют двоек. Соревнования двоек прошли в немецком городе Оберхоф, четвёрок — в швейцарском городе Санкт-Мориц. Было разыграно два комплекта наград.

## Соревнование двоек
| Медаль  | Команда                                       | Время |
| ------- | --------------------------------------------- | ----- |
| Золото  | Германия (Ханс Килиан, Себастьян Хубер)       |       |
| Серебро | Германия (Герхард Фишер, Геммер)              |       |
| Бронза  | Австрия (Хайнц Фолькмер, Антон Кальтенбергер) |       |

## Соревнование четверок
| Медаль  | Команда                                                                  | Время |
| ------- | ------------------------------------------------------------------------ | ----- |
| Золото  | Германия (Вернер Зан, Роберт Шмидт, Франц Бок, Эмиль Хинтерфельд)        |       |
| Серебро | Швейцария (Рене́ Фонжаллаз, Гюстав Фонжаллаз,N.Buchheim,Гастон Фонжаллаз) |       |
| Бронза  | Великобритания (Деннис Филд, P. Coote, R. Wallace, J. Newcobe)           |       |

## Медальный зачёт
| Место | Страна         | Золото | Серебро | Бронза | Всего |
| ----- | -------------- | ------ | ------- | ------ | ----- |
| 1     | Германия       | 2      | 1       | 0      | 3     |
| 2     | Швейцария      | 0      | 1       | 0      | 1     |
| 3     | Австрия        | 0      | 0       | 1      | 1     |
| 4     | Великобритания | 0      | 0       | 1      | 1     |